# Antonio Rojas (18??-1914)
General Antonio Rojas fue un militar mexicano que participó en la Revolución mexicana.

## Biografía
Nació en Sahuaripa, Sonora.
Antes de 1910 estuvo prisionero en Álamos, por haber resistido las órdenes del pueblo de Rosario. Se levantó en armas en contra del general Porfirio Díaz, operando en los estados de Chihuahua y Sonora. Ascendió a coronel en las fuerzas maderistas. A finales de 1911 se rebeló como vazquista, con algunos hombres de la región del mineral de Dolores, Chihuahua. El gobierno del estado envió tropas para someterlo y fue aprehendido. Estando preso en Chihuahua, un grupo de rurales amotinados lo liberó. Al salir se unió a la Rebelión orozquista, pero pronto entró en problemas con Pascual Orozco pues asaltó el Banco Nacional de Ciudad Juárez.
Invadió Sonora pero fue rechazado por los federales, teniendo que retirarse a Chihuahua.
Reconoció al régimen de Victoriano Huerta, pero después se pasó al lado de los zapatistas luego de haber sido culpado de una derrota federal.
Murió en combate en julio de 1914.  